# Каргач (приток Ёмы)
Каргач — река в России, протекает в Вологодском районе Вологодской области. Устье реки находится в 27 км по правому берегу реки Ёма. Длина реки составляет 10 км.
Исток Каргача находится на западной окраине посёлка Можайское в 13 км к юго-западу от Вологды.
Река течёт на запад, крупных притоков нет. На берегах несколько нежилых деревень Спасского сельского поселения: Чебаково и Грибцово (правый берег), Печинки (левый берег).
Впадает в Ёму тремя километрами выше деревни Новое, километром выше устья реки Полонбаш.

## Данные водного реестра
По данным государственного водного реестра России относится к Двинско-Печорскому бассейновому округу, водохозяйственный участок реки — Северная Двина от начала реки до впадения реки Вычегда, без рек Юг и Сухона (от истока до Кубенского гидроузла), речной подбассейн реки — Сухона. Речной бассейн реки — Северная Двина.
По данным геоинформационной системы водохозяйственного районирования территории РФ, подготовленной Федеральным агентством водных ресурсов:
- Код водного объекта в государственном водном реестре — 03020100312103000006523
- Код по гидрологической изученности (ГИ) — 103000652
- Код бассейна — 03.02.01.003
- Номер тома по ГИ — 03
- Выпуск по ГИ — 0